# Право общества знать
Объединение Пра́во о́бщества зна́ть (ивр. האגודה לזכות הצבור לדעת‎, англ. Israel's Media Watch) — израильская общественная организация. 
Объединение основано в 1995 году профессором Эли Поллаком и его коллегами. 
«Право общества знать» поставило своей задачей укреплять независимость израильских СМИ и напоминать им о своей миссии, которой они нередко изменяют, поддерживая управляющие структуры и содействуя им в формировании общественного мнения. 
Израильский общественный деятель Зеэв Гейзель, представляя объединение «Право общества знать» читателям своей колонки в газете «Вести», с благодарностью отметил, что мониторинг и исследования этого объединения помогли ему лучше понять, как израильские массмедиа воздействуют на общественное мнение.

## Цели объединения
- Укрепление демократии в Израиле посредством подачи обществу достоверной информации о средствах массовой информации (СМИ).
- Критика СМИ, систематическое наблюдение за их деятельностью и раскрытие тенденциозности в освещении событий.
- Привлечение общественности и медиаорганизаций к охране этических норм журналистики и защита рядового гражданина от злоупотреблений СМИ.

## Руководство
- Президиум объединения c 2010 года и до своей смерти возглавлял президент доктор Меир Розен[англ.].
- Работой правления руководит председатель объединения профессор Эли Поллак, его заместителем является Исраэль Мейдад
- Гендиректор объединения – Нили Бен-Гиги-Вольф.

- Предыдущие президенты: 2000-2004 министр и депутат Кнессета доктор Юваль Штайниц; 2004-2008, 2009-2010 посол Залман Шувал; 2009 министр и депутат Кнессета доктор Узи Ландау.

## Направления деятельности
- Связь с общественностью 
  - современный веб-сайт
  - распространение информационного бюллетеня
  - публикации в прессе и участие в радиопередачах
  - лекции и домашние кружки во многих городах
  - открытые для публики собрания объединения[4]
  - содействие в подаче онлайновой жалобы против массмедиа
- Участие в парламентской работе
  - составление позиционных заявлений по актуальным вопросам[5]
  - встречи с депутатами Кнессета и участие в заседаниях парламентских комиссий
- Мониторинг СМИ[6] и исследования[7]
- Петиции и кампании протеста[8]
- Защита права общества на получение информации в судебных инстанциях[9]
- Диалог с руководителями и омбудсменами израильских медиаиндустрий
- Участие в ежегодной Иерусалимской конференции[10]

## Веб-сайт объединения
Первый веб-сайт объединения, начиная с 1997 года, размешался на GeoCities.
В 2000 году был открыт полновесный веб-сайт объединения, имеющий версии на иврите и на английском, а с 2006 года и на русском языке. Сайт рассказывает о деятельности объединения и о событиях в израильских СМИ. Новинкой сайта стала онлайновая форма для жалоб, которая произвела переворот в методах воздействия на СМИ. Эта форма позволяет каждому просто и быстро подать жалобу против того или иного средства массовой информации. Поданная посредством сайта жалоба имеет значительное преимущество, так как она доступна широкой общественности и исключает возможность того, что руководители СМИ скроют от своих потребителей – читателей, слушателей, зрителей – свои неудачи, ошибки и нарушения. 

## Присуждаемые премии
Израильская премия за критику СМИ имени Абрамовича — награда, присуждаемая ежегодно за выдающийся вклад в критику израильских СМИ.
Премия за качественную экономическую журналистику — присуждается за освещение экономических тем и смелость, проявленную при конфронтации с системой капитал-власть-пресса. 
Премия Йоава за исследовательскую работу студентов в области СМИ — присуждается за незаурядную научную работу, посвящённую израильским средствам массовой информации.